# Цомпантли

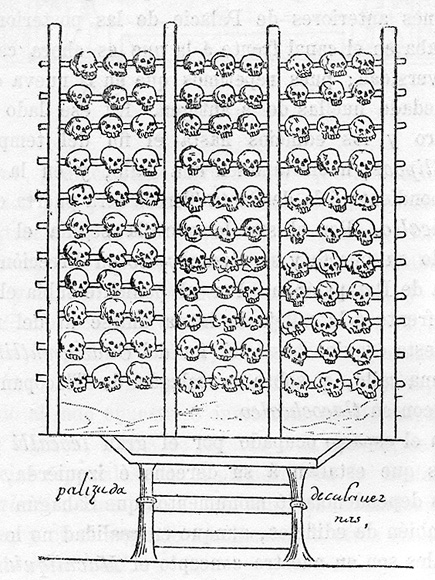
Цомпантли, изображённая в манускрипте об ацтеках Диего Дюрана, XVI век.

Цомпантли (аст. tzompantli [t͡som’pant͡ɬi]) или стена черепов — тип деревянной стойки или частокола, существование которого подтверждено в документальных источниках ряда мезоамериканских цивилизаций. Использовался для публичного выставления напоказ человеческих черепов, как правило — военнопленных или жертв жертвоприношений.

## Происхождение
Название идёт из классического языка ацтеков науатль, однако оно также широко применяется для аналогичных структур, представленных у других цивилизаций. Его точное происхождение не определено, но общая трактовка —  «стойка черепов» или «стена черепов». Её можно проследить сравнив слова науатля «цонтекоматль» (аст. tzontecomatl) («череп» от цонтли или цом — «волосы», «скальп», а также текоматль  «тыква» или «вместилище»), в сочетании с памитль («символ»). Этот вывод призван объяснить описания в нескольких кодексах, которые ассоциируются с этими символами; однако Фрэнсис Карттунен предположил, что пантли означает просто «ряд» или «стена».